# 국제지평설연구학회
국제지평설연구학회(영어: International Flat Earth Research Society)는 지구설이 틀렸고 지평설이 맞다고 주장하는 웹 기반의 의사과학 단체이다. 보통 확증편향의 기질이 있다.

## 개요
1956년에 영국인인 사무엘 셴턴(Samuel Shenton)이 Universal Zetetic Society을 부활시키는 형태로 시작되었다. 이후에 찰스 존슨이 캘리포티아의 랭커스터에 본부를 두고 지도자가 되었다. 그가 2001년에 사망한 후에 협회의 활동은 중지되다시피 했지만, 최근들어 다니얼 셴턴이 새로운 회장이 되어 조직을 부활시켰다.

## 주장하는 지구의 모델
- 지구는 구형이 아니라 원반형이다.
- 북극이 원반의 중심에 있고, 원반의 바깥쪽은 45m 높이의 얼음벽으로 둘러싸여있다.[5]
- 태양과 달의 지름은 모두 52km 정도다.[6]

## 기원
지구가 평면이라는 생각은 고대부터 존재했던 우주론의 전형적인 모습 중 하나였다. 지구가 구체 혹은 적어도 둥근 모양을 하고 있다는 생각은 고대 그리스 철학자들에 의해 기원전 4세기에야 나타났다. 중세 초기까지만 하더라도 지구가 구형이라는 지식이 유럽에 퍼져있었다.
현대의 평평한 지구설은 영국인인 사무엘 로버텀(Samuel Rowbotham)(1816-1884)의 생각을 바탕으로 한다. 그는 기독교의 경전에 등장하는 단어를 독자적으로 해석한 것을 바탕으로 〈Zetetic Astronomy〉라는 16페이지 분량의 소책자를 발간하였다. 그의 주장은 베드포드 높이 실험(Bedford Level experiment)의 잘못된 해석에 근거하며, 나중에 그것은 《Earth Not a Globe》라는 430페이지 분량의 책으로 발전하였다. 로버텀의 사고방식에 따르면(그는 그것을 Zetetic Astronomy라고 불렀다), 지구는 북극을 중심으로 하고 가장자리를 따라 얼음벽에 의해 둘러싸인 평면이며, 태양과 달은 땅에서 4800km 높이에 있고, 우주는 5000km 위에 있다. 그는 또한 〈현대 천문학의 불일치와 성경에 대한 반대〉(The inconsistency of Modern Astronomy and its Opposition to the Scriptures!!)라는 전단지를 출판하여, “성경은 우리의 감각과 함께, 지구가 평평하고 고정되었다는 생각을 지지하며, 전적으로 인간의 추측을 기반하는 체계의 옆에 둘 수 없다.”고 주장했다.
로버텀과 그 지지자들은 유명한 자연주의자인 앨프리드 러셀 월리스를 비롯하여 시대를 대표하는 과학자들과 논쟁을 한 것으로 주목받았다. 로버텀은 영국 뿐만이 아니라 미국에도 협회를 설립하고 1천부의 〈Zetetic Astronomy〉 책자를 배포하였다.
그의 사후, 엘리자베스 블런트(Elizabeth Blount)라는 여성이 Universal Zetetic Society를 설립하고, 《The Earth Not a Globe Review》라는 잡지를 간행하였다. 엘리자베스 블런트 자신이 편집자를 맡은 Earth: a Monthly Magazine of Sense and Science라는 신문도 1901년부터 1904년까지 발행되었다. 1901년, 그녀는 로버텀에 의한 베드포드 높이 실험을 재현하고 그 결과를 사진으로 남겼는데, 당시의 과학잡지에는 여러 각도에서 그 실험 결과를 부정하는 기사가 실렸다. Universal Zetetic Society는 20세기 초반까지 기세가 수그러지지 않았지만, 제1차 세계 대전 이후 이러한 운동은 천천히 하락세에 접어들었다.

## 평평한 지구 학회의 설립
1956년, 사무엘 셴턴이 국제 평평한 지구 학회(International Flat Earth Society)를 설립하여 Universal Zetetic Society의 뒤를 이었으며, 영국의 자택에서 조직 총무(organizing secretary)로 활동했다. 그가 기존의 과학이나 새로운 과학에 관심을 갖고 있었기 때문에, 종교적인 주장은 줄어들었다.
때마침 최초의 인공위성이 발사될 시기였고, 곧 지구가 평면이 아니라 구형인 것을 우주에서 관측하여 분명히하여, 평평한 지구 학회를 당황스럽게 만들었다. 셴턴은 “훈련되지 않은 눈을 사진으로 속이는 것은 쉽다.”고 말했다.
하지만 유인 우주 비행 시대가 도래한 뒤, 처음으로 셴턴은 폭넓은 관심을 모으는데 성공했다. 1964년 1월과 6월에는 뉴욕 타임즈에서 그를 특집으로 다루었다. 그에게 붙여진 평면지구인(flat-earther)는 영국의 하원을 나타내는 속어로 사용되었다.
평평한 지구 학회는 또한 아폴로 우주선의 달 착륙이 거짓이며, 그것이 아서 C. 클라크의 대본을 기반으로 헐리우드에서 연출된 것이라고 주장했다. 그의 주장을 들은 클라크는 NASA의 행정국장(Chief administrator)에게 다음과 같은 익살맞은 편지를 보냈다.
친애하는 귀하께, 저의 기록을 확인해보니, 저는 이러한 작품에 대한 대가를 지불받은 적이 없습니다. 귀하께서 이 문제에 대해 조금 긴급히 조사해주시겠습니까? 그렇지 않으신다면 당신께 내 변호사의 연락이 갈겁니다.
1969년에 셴턴은 영국의 과학기술 전문학교인 폴리테크닉(Polytechnic)의 강사인 엘리스 힐만(Ellis Hillman)을 설득하여 그를 평평한 지구 학회의 회장으로 임명했다. 하지만 그는 거의 관련활동을 하지 않았고, 힐만은 셴턴의 사후에 그의 장서 대부분을 자신이 직접 설립한 SF재단(Science Fiction Foundation)의 서고에 넣었다.
1971년에 셴턴이 사망한 뒤, 찰스 존슨이 후계자가 되었다. 그는 셴턴의 아내로부터 장서를 인수하여 국제 평평한 지구 학회 미국지부를 캘리포니아에 설립하여 초대 회장에 취임했다. 그의 리더십으로 학회의 회원수가 30년간 3천명 안팎까지 치솟았다. 존슨은 뉴스레터, 전단지, 지도 및 기타 홍보자료를 배포하였고, 그의 아내와 함께 모든 회원을 관리하였다. 이들이 배포한 것 중에서 가장 유명한 것은 〈Flat Earth News〉였다.
다음은 70년대와 80년대의 〈Flat Earth News〉의 대표적인 헤드라인이다.

- 호주는 아래에 있지 않다. (1978년 5월)
- 태양은 51.5km 떨어진 곳에서 빛난다. (1978년 12월)
- 지구는 움직이지 않는다. (1979년 6월)
- NASA의 아버지 니키타 흐루쇼프 (1980년 3월)
- 갈릴레오는 거짓말쟁이다. (1980년 12월)
- 과학은 당신의 지성을 모욕한다. (1980년 9월)
- 세계는 평평하고, 그것으로 끝이다. (1980년 9월)
- 지구는 구형이 아니다. 중력은 존재하지 않는다. (1981년 3월)

국제 연합기

평평한 지구 학회가 보급시킨 새로운 모델에 따르면, 북극을 중심으로 하고 바깥은 45m 높이의 얼음벽이 둘러쳐진 원반 위에 인류가 있다. 그렇게 그려진 지도가 국제 연합기와 닮았다는 것을, 존슨은 자신의 의견을 뒷받침하는 증거로 사용했다.
평평한 지구 학회는 미국 정부와 그 기관(특히 NASA)를 공격하여 회원을 모았다. 하지만 초기에 학회에서 주장한 것은 대부분 기독교 경전에서 지구가 평면임을 의미하는 부분을 문자 그대로 해석하는 것에 불과하였으며, 그들은 거기에 과학적인 설명이나 증거를 부여하려고 했다.
학회는 찰스 존슨 하에서 전성기에는 2천명이 넘는 조직으로 성장했다. 하지만 그 당시에는 지구가 구형이라는 것이 과학적으로 입증되어 널리 알려진 상황이었기에, 과거 사무엘 셴턴의 별명이었던 평면지구인이라는 말은 잘못되거나 쓸모없어진 생각을 고집하는 사람을 가리키는 말로 일반적으로 사용되었다.
1990년대에 학회의 규모가 감소되는 경향을 보였다. 또한 존슨의 집에 화재가 발생하여, 회원 정보가 소실되어 교류가 끊기기도 했다. 관리를 도왔던 존슨의 아내는 얼마 지나지 않아 사망했다. 찰스 존슨은 2001년 5월 19일에 사망했다.

## 캐나다 지부
캐나다의 평평한 지구 학회는 세인트 토마스 대학의 철학과 교수였던 레오 페라리를 중심으로 1970년에 설립되어 1984년까지 활동했다. 그들의 목적은 다른 평평한 지구 학회의 것과는 완전히 달랐다. 그들은 분명한 해학적인 함축과 함께, 새로운 기술 시대에 ‘맹목적인 믿음과 자신의 감각을 부정하는 이론’에 대해 동의하는 것은 그 사람 자신의 의지라고 주장했다. 그들은 실제로는 지구가 평평하다는 주장을 믿지 않았고, 자신의 지지자를 괴짜라고 여겼으며, 실제로는 캐나다의 문학과 정치에서 꽤 눈에 띄는 사람들로 구성된 자신의 학회에 그들이 가입하는 것을 허락하지 않았다.

## 현대의 활동
2004년 다니엘 셴턴(사무엘 셴턴과는 무관함)은 인터넷을 기반으로 모임을 만들어 평평한 지구 학회를 부활시켰다. 평평한 지구 협회는 트위터나 페이스북에서도 활동하고 있다. 평평한 지구에 대한 순수한 믿음 정도를 평가하기도 하고, FAQ를 운영하기도 한다. 2009년 평평한 지구 학회는 재건되어 2012년 3월 기준으로 420여명의 회원을 보유하고 있다. 하지만 현재 학회의 회원들은 예전의 이론을 대신하는 핵심적인 모델을 가지는 것이 아니라, 개별 구성원마다 고유의 모델을 믿고 있다.

## 같이 보기
- 지평설 (지구 평면설)
- 의사과학
- 창조과학
- 지적설계
- 한국창조과학회